# Барбара Бобак
Барбара Бобак (Футог, 16. јун 1998) српска је певачица. Захваљујући својим обрадама песама и изузетно посећеним наступима, стекла је надимак „Краљица Журки”.

## Биографија
Рођена је 16. јуна 1998. у мађарској породици у Футогу. У родном месту је завршила основну школу, а потом у Новом Саду уписала Гимназију „Светозар Марковић”. Након завршене средње школе, уписала је програмирање на Факултету техничких наука Универзитета у Новом Саду, али је прекинула студије како би се посветила музици. Има млађег брата Габријела.
Године 2021. учествовала је у певачком такмичењу Звезде Гранда, али није стигла до финала. Била је у вези са певачем Дарком Лазићем.

## Дискографија

### Албуми
- Барбаризам акт 1 (2023) и акт 2 (2024)
- Близанац (2025)

### Синглови
- Рекоше ми (2021)[9]
- Дупло гора (2022)
- Сад мало пати (2022)[10]
- Змија (2022)
- Погрешни (2023)
- Уска хаљина (гост вокал у песми Ем-Си Стојана) (2024)

### Спотови
| Спот             | Година | Режисер                           |
| ---------------- | ------ | --------------------------------- |
| Рекоше ми        | 2021   | Љуба Радојевић                    |
| Дупло гора       | 2022   | Љуба Радојевић                    |
| Сад мало пати    | 2022   | Љуба Радојевић                    |
| Змија            | 2022   | Лука Јаковљевић,Петар Кастратовић |
| Погрешни         | 2023   | Љуба                              |
| Барбаризам       | 2023   | Љуба                              |
| Параноја         | 2023   | Љуба                              |
| Лажеш ме љубави  | 2023   | Љуба                              |
| Прва             | 2023   | Љуба                              |
| Едип             | 2024   | Љуба                              |
| Хаос             | 2024   | Љуба                              |
| Алармантно       | 2024   | Љуба                              |
| Слабији          | 2024   | Љуба                              |
| Скотина          | 2024   | Љуба                              |
| Ти не знаш       | 2024   | Љуба                              |
| Багатела         | 2025   | Вељко Лаловић, Милош Ђокић        |
| Путуј лепи       | 2025   | Каноа студио                      |
| Терапија         | 2025   | Игор Зечевић                      |
| За све бивше     | 2025   | Игор Зечевић                      |
| Хало хало        | 2025   | Игор Зечевић                      |
| Стан на дан      | 2025   | Каноа студио                      |
| Пиши кад стигнеш | 2025   | Каноа студио                      |
| Двојница         | 2025   | Каноа студио                      |